# Auxvasse, Missouri
Auxvasse, Missouri (енгл. Auxvasse) град је у америчкој савезној држави Мисури.

## Демографија
По попису из 2010. године број становника је 983, што је 82 (9,1%) становника више него 2000. године.
| Група             | 2000.       | 2010.       |
| Белци             | 853 (94,7%) | 918 (93,4%) |
| Афроамериканци    | 29 (3,2%)   | 31 (3,2%)   |
| Азијати           | 1 (0,1%)    | 5 (0,5%)    |
| Хиспаноамериканци | 4 (0,4%)    | 11 (1,1%)   |
| Укупно            | 901         | 983         |